# サンタクロース・リターンズ! クリスマス危機一髪
『サンタクロース・リターンズ! クリスマス危機一髪』（- ききいっぱつ、The Santa Clause 2）は2002年のアメリカ合衆国のファンタジー映画。
監督はマイケル・レンベック、出演はティム・アレンとエリザベス・ミッチェルなど。
ある日突然サンタクロース（Santa Claus）の仕事を引き継ぐ契約「サンタクローズ（Santa Clause）」を結ばされてしまった男を描いた1994年のコメディ映画『サンタクローズ』の続編である。そのため「サンタクローズ・リターンズ!」と「ス」を濁らせて表記されることもあるが、本作に関しては「ス」が正しい表記である。
本作の続編として『サンタクローズ3/クリスマス大決戦!』（2006年）がある。

## キャスト
スコット・カルヴィン
演 - ティム・アレン、吹替 - 磯部勉
史上最高のサンタクロース。8年前まで玩具会社のエリートビジネスマンだった。
ローラとの離婚後独身を通していたが、そのことが原因で本作ではサンタの地位を追われそうになる(サンタであるためには既婚者であることが求められているため)。
キャロル・ニューマン
演 - エリザベス・ミッチェル、吹替 - 深見梨加
スコットの息子チャーリーの学校の校長。
バーナード
演 - デヴィッド・クラムホルツ、吹替 - 石田彰
大妖精。
チャーリー・カルヴィン
演 - エリック・ロイド、吹替 - 入野自由
スコットとローラの息子。前作では一人っ子だったが、本作では異父妹が誕生している。
ニール・ミラー
演 - ジャッジ・ラインホルド、吹替 - 内田直哉
精神分析医。
ローラ・ミラー
演 - ウェンディ・クルーソン
スコットの元妻。チャーリーの母。現在はニールの妻。
ルーシー・ミラー
演 - リリアナ・マミー
ニールとローラの娘で、チャーリーの異父妹。
カーティス
演 - スペンサー・ブレスリン、吹替 - 常盤祐貴
妖精見習い。
歯の妖精
演 - アート・ラフルー、吹替 - 稲葉実
マザー・ネイチャー
演 - アイシャ・タイラー、吹替 - 渡辺美佐
ファーザー・タイム
演 - ピーター・ボイル、吹替 - 北村弘一
キューピッド
演 - ケヴィン・ポラック、吹替 - 田原アルノ
イースターバニー
演 - ジェイ・トーマス、吹替 - 茶風林
ザントマン
演 - マイケル・ドーン、吹替 - 立木文彦

## 作品の評価
Rotten Tomatoesによれば、批評家の一致した見解は「家族向けの娯楽作品としては無害であり、魅力的な瞬間があるが、『サンタクロース・リターンズ! クリスマス危機一髪』はありきたりで、記憶に残らない。」であり、122件の評論のうち高評価は56%にあたる68件で、平均して10点満点中5.57点を得ている。
Metacriticによれば、26件の評論のうち、高評価は7件、賛否混在は16件、低評価は3件で、平均して100点満点中48点を得ている。